# Biała Piska
Biała Piska é um município da Polônia, na voivodia da Vármia-Masúria e no condado de Pisz. Estende-se por uma área de 3,24 km², com 4 083 habitantes, segundo os censos de 2016, com uma densidade de 1260 hab/km².